# Papuarisme
Papuarisme là một chi bướm đêm thuộc họ Geometridae.